# Tainted Money (film 1924)
Tainted Money è un film muto del 1924 diretto da Henry MacRae.

## Trama
Divisi da una faida di vecchia data, Carlton e Adams, due magnati del legname si trovano ad affrontare impreparati una crisi del settore: Carlton potrebbe avere i contratti ma non ha il legname, Adams ha il legname ma il suo vecchio nemico non gli permette di attraversare la sola strada che potrebbe condurlo ai mercati. Disgustato dalla faida, Chester, il figlio del vecchio Carlton lascia la famiglia per andare a stare per conto suo e, per guadagnarsi da vivere, trova lavoro come tassista. Dopo aver salvato la figlia di Adams da un cavallo imbizzarrito, Chester viene assunto dal vecchio Adams come autista. Naturalmente, Chester nasconde la sua vera identità ma tutta la storia verrà alla fine alla luce quando la giovane Adams salverà il suo innamorato e suo padre da un attentato di Steele, il manager di Adams, che vuol far fuori i Carlton. La ragazza, guadagnandosi la gratitudine di Carton padre, mette finalmente fine all'annosa faida e può convolare a nozze con Chester.

## Produzione
Il film fu prodotto dallaPerfection Pictures.
Venne girato nei Columbia/Sunset Gower Studios - 1438 N. Gower Street, Hollywood

## Distribuzione
Distribuito dalla Columbia Pictures, il film uscì nelle sale cinematografiche statunitensi il 15 dicembre dopo essere stato presentato in prima il 1º novembre 1924.